# رئيس وزراء ميانمار
رئيس وزراء ميانمار هو المنصب الذي يمثل رأس الحكومة التنفيذية في البلاد، ويتمتع بدور قيادي في تشكيل السياسات وإدارة شؤون الدولة، رغم أن هذا المنصب غير منصوص عليه في دستور ميانمار لعام 2008. يعود تاريخ المنصب إلى الحكومات العسكرية السابقة التي حكمت البلاد، وقد أُعيد إحياؤه عام 2021 بعد الانقلاب العسكري الذي نفذه مجلس إدارة الدولة (SAC).
رئيس الوزراء الحالي، مين أونج هلاينج، يشغل أيضًا منصب رئيس مجلس إدارة الدولة والقائد الأعلى للقوات المسلحة، مما يمنحه سلطات واسعة تشمل قيادة القوات العسكرية وإدارة شؤون الحكومة. يعتبر هلاينج أحد الشخصيات الأكثر تأثيرًا في السياسة الميانمارية منذ استيلائه على السلطة، وهو المسؤول الرئيسي عن التحركات السياسية والعسكرية التي تهدف إلى السيطرة على البلاد.
على الرغم من أن الحكومة المؤقتة المدنية اسميًا، فإن القرارات الرئيسية تصدر عن مجلس إدارة الدولة، الذي يضم في عضويته كبار المسؤولين العسكريين. يعكس هذا التداخل في السلطات تركيز السلطة في يد القيادة العسكرية، مما يحد من الاستقلالية الفعلية لرئيس الوزراء والحكومة التنفيذية.
تاريخيًا، استخدم هذا المنصب كوسيلة لإدارة شؤون الدولة في ظل الحكومات العسكرية، وكان شاغلوه غالبًا من الشخصيات العسكرية البارزة، ما يشير إلى استمرار تأثير الجيش في السياسة الميانمارية حتى يومنا هذا..

## تاريخ المكتب
رئيس وزراء ميانمار هو منصب يعود تاريخه إلى عام 1948، مع إعلان استقلال بورما عن المملكة المتحدة. منذ ذلك الوقت، شغل المنصب أحد عشر شخصًا، مع عودة اثنين منهم لتولي المنصب أكثر من مرة. وقد شهد المنصب تغييرات كبيرة في طبيعته وسلطاته تبعًا للحقب السياسية المختلفة التي مرت بها البلاد، وخاصة أثناء فترات الحكم العسكري الطويلة.

#### تاريخ المنصب وتغيراته
تم إنشاء منصب رئيس الوزراء كجزء من الهيكل الحكومي بعد الاستقلال، وكان يُنظر إليه على أنه رمز القيادة التنفيذية. ومع ذلك، بسبب الانقلابات العسكرية المتكررة والحكم العسكري المستمر لعقود، كان رؤساء الوزراء غالبًا ما يكونون ضباطًا عسكريين نشطين أو متقاعدين مؤخرًا.
في بعض الحالات، كانت السلطة الحقيقية لرئيس الوزراء تعتمد على مكانته داخل النظام العسكري. على سبيل المثال، في عام 2004، أدى صراع على السلطة بين رئيس مجلس الدولة للسلام والتنمية آنذاك، الجنرال الكبير ثان شوي، ورئيس وزرائه الجنرال خين نيونت إلى الإطاحة بالأخير واعتقاله، مما يبرز التوترات داخل النظام.

#### إلغاء المنصب وإعادة إحيائه
تم إلغاء منصب رئيس الوزراء رسميًا في 30 مارس 2011 بموجب دستور 2008، الذي نص على أن الرئيس هو رئيس الدولة ورئيس الحكومة. ومع ذلك، في ظل القيود التي فرضها الدستور، خاصة منع أونغ سان سو تشي من تولي منصب الرئيس، تم إنشاء منصب مستشار الدولة في عام 2016 ليكون بمثابة دور مشابه لرئيس الوزراء.
في 1 أغسطس 2021، أعاد مجلس إدارة الدولة إحياء منصب رئيس الوزراء كجزء من حكومة تصريف الأعمال التي تشكلت بعد الانقلاب العسكري. أصبح رئيس المجلس العسكري، مين أونج هلاينج، يشغل هذا المنصب بجانب دوره كقائد أعلى للقوات المسلحة، مما يعكس استمرار الهيمنة العسكرية على السياسة الميانمارية.

#### السلطة والصلاحيات
شهد المنصب تباينًا كبيرًا في سلطاته عبر الزمن، حيث يعتمد مدى تأثير رئيس الوزراء على الظروف السياسية والشخص الذي يشغل المنصب. خلال الحكومات العسكرية، كان المنصب غالبًا مجرد امتداد للسلطة العسكرية العليا. أما في الحكومات المدنية، فقد أصبح المنصب أكثر ارتباطًا بالإدارة التنفيذية للشؤون الحكومية، لكنه ظل مقيدًا بالتأثير العسكري المستمر.
يعد منصب رئيس الوزراء في ميانمار رمزًا للتغيرات السياسية التي مرت بها البلاد، حيث يعكس تحولات السلطة بين المدنيين والعسكريين على مدار العقود..

## قائمة رؤساء وزراء ميانمار
- قائمة رؤساء وزراء ميانمار